# Staatliches Moskauer Institut für Internationale Beziehungen

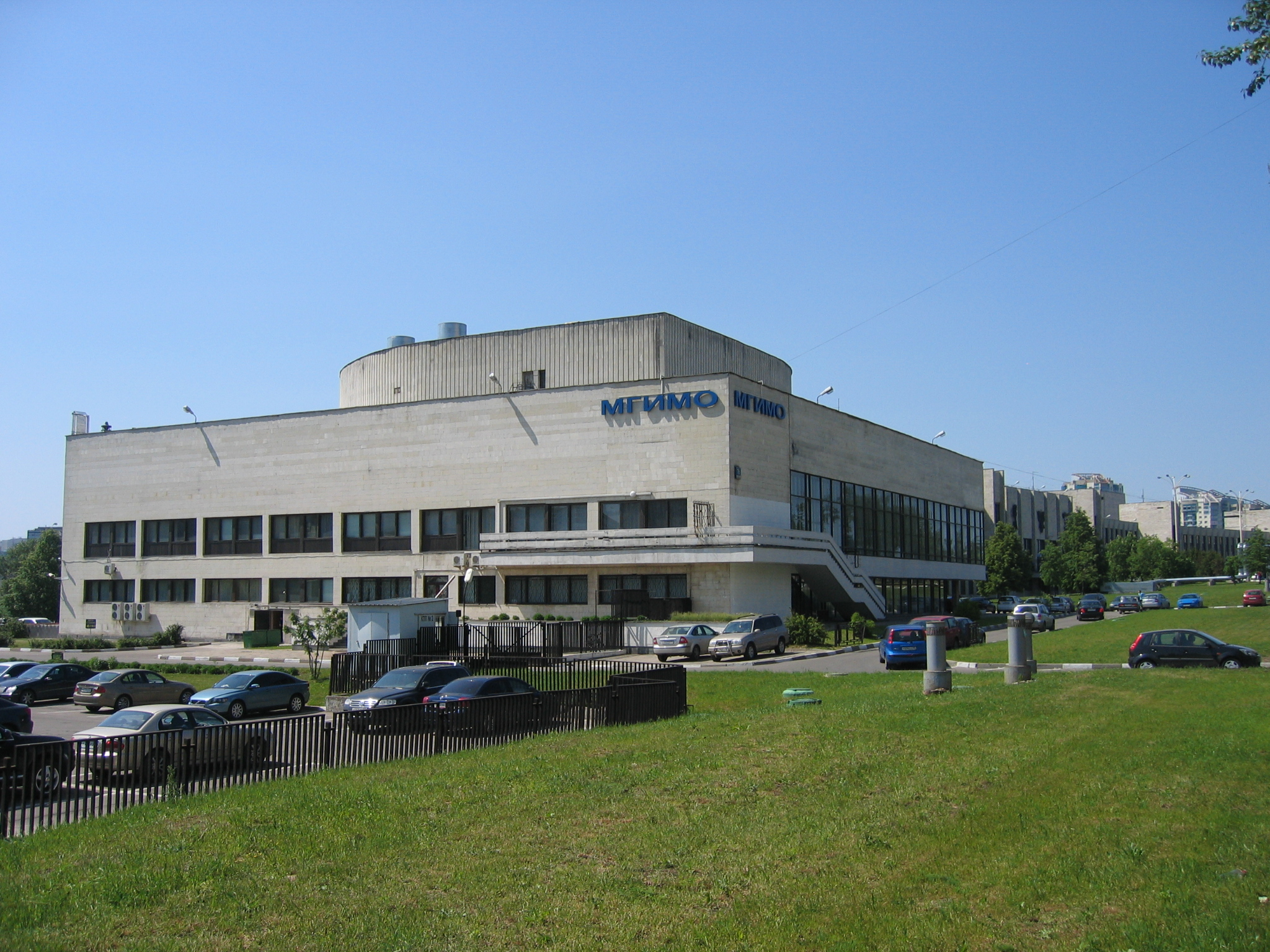
MGIMO-Campus in Moskau

Das Moskauer Staatliche Institut für Internationale Beziehungen (MGIMO, russisch: МГИМО, kurz für Московский государственный институт международных отношений МИД России, auch MIMO) ist eine renommierte Universität in der Russischen Föderation, die auf die Ausbildung von Diplomaten sowie Fachkräften in den Bereichen internationale Beziehungen, Recht, Wirtschaft und Journalismus spezialisiert ist.

## Geschichte
Das 1944 gegründete staatliche Institut untersteht dem russischen Außenministerium und hat heute den Status einer Universität. Neben russischen werden hier auch ausländische Studenten ausgebildet. Das MGIMO gilt als eine der führenden Universitäten in der Ausbildung von zukünftigen politischen Eliten („Kaderschmiede“) in Russland.
Unter anderem wurden Hans-Dietrich Genscher und Margaret Thatcher mit dem Ehrendoktor-Titel des MGIMO geehrt.

## Fakultäten und Ausbildungsgebiete
- Internationale Beziehungen
- Völkerrecht
- Internationale Wirtschaftsbeziehungen
- Politikwissenschaften
- Internationaler Journalismus
- Europarecht
- Internationaler Business und Business administration

## Bekannte Alumni
(in Klammern der Studienzeitraum)
- İlham Əliyev, aserbaidschanischer Präsident
- Irina Bokowa (1971–1976), bulgarische Politikerin, UNESCO-Präsidentin
- Walentin Falin (1945–1950), sowjetischer Diplomat, Botschafter in der Bundesrepublik Deutschland (1971–1978)
- Štefan Füle (1981–1986), tschechischer Diplomat, Minister und EU-Kommissar
- Kirsan Iljumschinow, kalmückischer Präsident und Chef des Weltschachbundes
- Jaromír Johanes (1952–1958), tschechoslowakischer Diplomat und Außenminister
- Gennadi Karponossow, russischer Eiskunstläufer
- Latsamy Keomany, laotischer Diplomat
- Wladimir Kotenjow, russischer Botschafter in Deutschland (2004–2010)
- Andrei Kosyrew (1969–1974), russischer Außenminister
- Ján Kubiš (1971–1976), OSZE-Sekretär, slowakischer Außenminister
- Sergei Lawrow, russischer Außenminister
- Miroslav Lajčák, slowakischer Außenminister
- Andrei Lukanow, bulgarischer Premierminister
- Petar Mladenow, ehem. hochrangiger Politiker Bulgariens
- Edward Nalbandjan, armenischer Außenminister
- Natalja Narotschnizkaja, sowjetische bzw. russische Diplomatin
- Elshad Nassirov, Marketing-Vizepräsident bei SOCAR und Vizepräsident des aserbaidschanischen Fußballverbands
- Wladimir Potanin, russischer Politiker und Oligarch
- Štefan Rozkopál, slowakischer Diplomat und Beamter
- Maroš Šefčovič, slowakischer Diplomat und Beamter
- Michal Slivovič, slowakischer Diplomat
- Xenija Sobtschak, russische Journalistin und Politikerin
- Qassym-Schomart Toqajew, kasachischer Präsident
- Witali Tschurkin, russischer UN-Botschafter
- Alischer Usmanow, russischer Oligarch, Präsident des Weltfechtverbandes
- Ljudmila Georgijewna Worobjowa, russische Diplomatin
- Schan Widenow, bulgarischer Premierminister